# Jan Dobraczyński
Jan Dobraczyński (Varsavia, 20 aprile 1910 – Varsavia, 5 marzo 1994) è stato uno scrittore e giornalista polacco.
Come scrittore trattava temi di carattere religioso-filosofico. Decine delle sue opere di ambientazione storica e biblica sono state tradotte in italiano.

## Opere
- Il cavaliere dell'Immacolata. Vita di Massimiliano Kolbe (Skąpiec Boży, 1946)
- Gli invasori. Il romanzo del Terzo Reich (Najeźdźcy, 1946)
- La spada santa. La storia di san Paolo (Święty miecz: powieść, 1948)
- Prima che cali il buio. Il romanzo di Geremia (Wybrancy gwiazd, 1948)
- Lettere di Nicodemo. La vita di Gesù (Listy Nikodema, 1952), Morcelliana, 201916, Brescia
- Deserto. Il romanzo di Mosè (Pustynia, 1955), Morcelliana, 20093 , Brescia
- Invincibile armata (Niezwyciężona armada, 1960)
- L'anello del pescatore. Il romanzo di Pietro II (Wyczerpać morze, 1961)
- L'epoca delle crociate (Doba krucjat: szkice historyczne z XI-XIII w., 1968)
- L'ombra del Padre. Il romanzo di Giuseppe (Cień Ojca, 1977), Morcelliana, 201821, Brescia
- Incontri con la Madonna Nera (Spotkania Jasnogórskie, 1979)
- Sotto le mura di Vienna. Il romanzo di Giovanni Sobieski (Samson i Dalila, 1979), Morcelliana, 20205 , Brescia
- Chiunque vi ucciderà... Il romanzo di Giovanna d'Arco (Kto was zabije..., 1985)
- La folgore colpisce per la terza volta. Il romanzo di Giovanni Battista (Grom uderza po raz trzeci, 1985), trad. Vittoria Boni, Morcelliana, 20084, Brescia
- Dov'è il vostro amore per l'uomo. Il romanzo di Sant'Antonio di Padova (Ptaki śpiewają, ryby słuchają, 1987)
- Ho visto il Maestro! Il romanzo di Maria Maddalena (Magdalena, 1988)
- Il fuoco arde nel mio cuore. Il romanzo di Teresa d'Avila (Tak traktuję moich przyjaciół, 1990)
- La porta dei cieli. Il romanzo della madre di Dio (Brama niebios, 1994)